# Biblia de Lübeck (1494)
La Biblia de Lübeck es una edición en alemán medio-bajo de una Biblia glosada impresa por Steffen Arndes en Lübeck en 1494. La traducción sigue a la Vulgata. En su calidad lingüística, de impresión y de ilustración, la Biblia de Lübeck ocupa un lugar especial entre las Biblias alemanas anteriores a la época luterana. Se considera "la biblia vernácula más importante antes de la Reforma Protestante" y más allá como "uno de los testimonios más sobresalientes" del género literario del libro edificativo tardomedieval.

## Impresiones
Biblias alemanas católicas impresas anteriores a la biblia de Lutero:
| Bezeichnung           | año      | lugar de impresión | Impresor/ilustrador                             | numeración y dialecto |
| Mentelin-Bibel        | 1466     | Straßburg          | Johannes Mentelin                               | 1.                    |
| Eggestein-Bibel       | vor 1470 | Straßburg          | Heinrich Eggestein                              | 2.                    |
| Zainer-Bibel          | 1475     | Augsburg           | Günther Zainer                                  | 3./4.                 |
| Pflanzmann-Bibel      | 1475     | Augsburg           | Jodocus Pflanzmann                              | 4./3.                 |
| Sensenschmidt-Bibel   | 1476–78  | Nürnberg           | Andreas Frisner, Johann Sensenschmidt           | 5.                    |
| Zainer-Bibel          | 1477     | Augsburg           | Günther Zainer                                  | 6.                    |
| Sorg-Bibel            | 1477     | Augsburg           | Anton Sorg                                      | 7.                    |
| Kölner Bibeln         | 1478/79  | Köln               | Heinrich Quentell oder Bartholomäus von Unckell | Niederrheinisch       |
| Kölner Bibeln         | 1478/79  | Köln               | Heinrich Quentell oder Bartholomäus von Unckell | Bajo sajón            |
| Sorg-Bibel            | 1480     | Augsburg           | Anton Sorg                                      | 8.                    |
| Koberger-Bibel        | 1483     | Nürnberg           | Anton Koberger                                  | 9.                    |
| Grüninger-Bibel       | 1485     | Straßburg          | Johann Grüninger                                | 10.                   |
| Schönsperger-Bibel    | 1487     | Augsburg           | Johann Schönsperger d. Ä.                       | 11.                   |
| Schönsperger-Bibel    | 1490     | Augsburg           | Johann Schönsperger d. Ä.                       | 12.                   |
| Lübecker Bibel (1494) | 1494     | Lübeck             | Steffen Arndes/Meister der Lübecker Bibel       | Bajo sajón            |
| Otmar-Bibel           | 1507     | Augsburg           | Johann Otmar                                    | 13.                   |
| Otmar-Bibel           | 1518     | Augsburg           | Silvan Otmar                                    | 14.                   |
| Halberstädter Bibel   | 1522     | Halberstadt        | Lorenz Stuchs                                   | Bajo sajón            |

## Texto
Entre las 18 Biblias pre-luteranas en alemán, la Biblia de Lübeck es la tercera de las cuatro Biblias mediavales en bajo alemán. Los otros son los dos Biblias de Colonia (1478) y la Biblia Halberstadt de 1522. Fue pensada como una Biblia vernácula para todo el mundo de habla alemana Media Baja, que coincidió en gran medida con el área comercial de Hansa.

## Editor
Desde las investigaciones de Olaf Schwencke es indiscutible que el editor pertenece a un círculo de editores tardomedievales, cuyo centro espiritual-espiritual está en el  franciscano  Monasterio de Santa Catalina y en la Devotio moderna y cuyas publicaciones se imprimieron y publicaron principalmente a la manera  de Hans Hansen Ghetelen. Schwencke sospecha, que se encuentra detrás del editor de los custos de Lübeck Franciscan -  Custodia Nikolaus Bucholt.

## Impresión

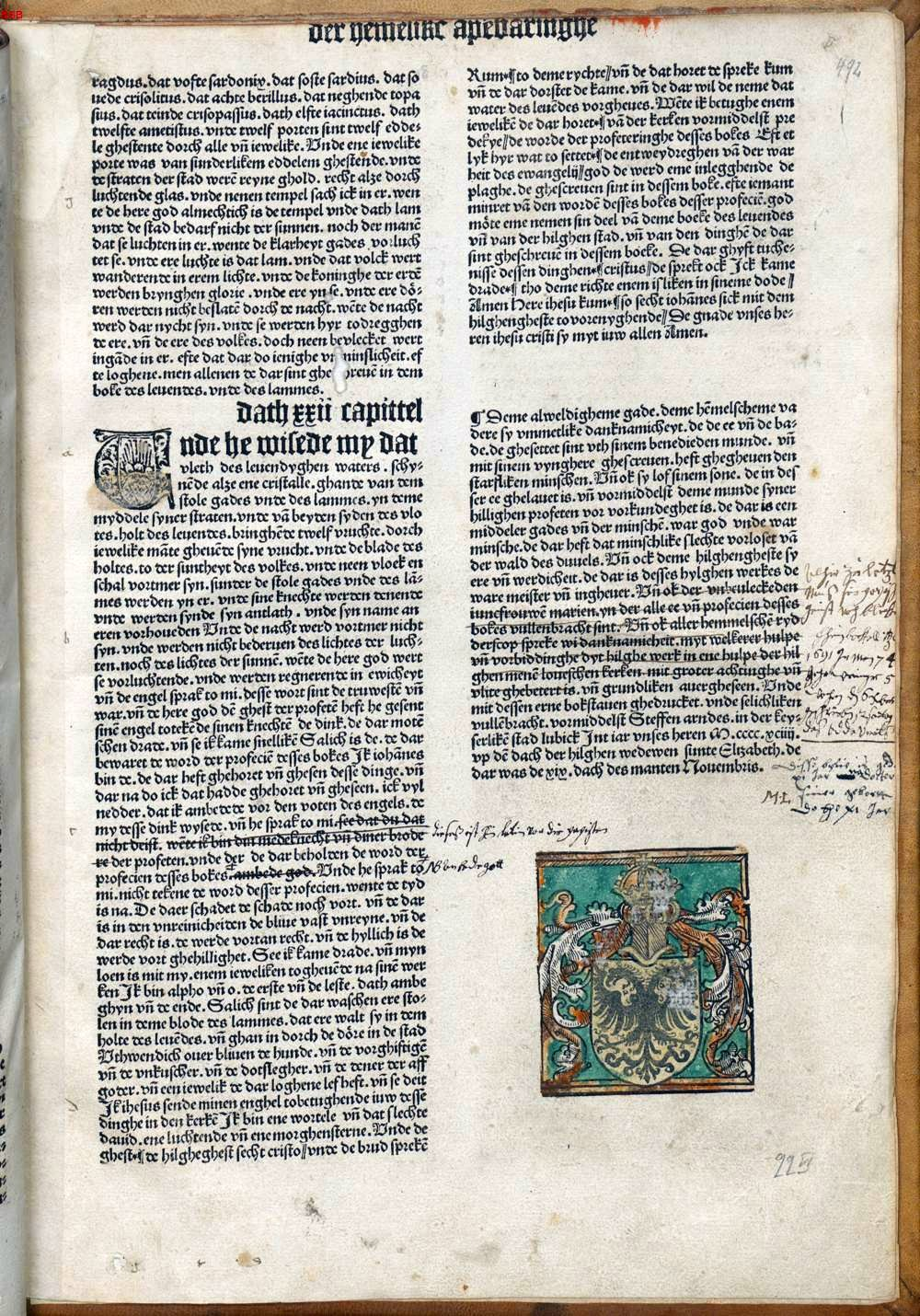
Última página, con impresión

La impresión fue hecha por Steffen Arndes y ha sido considerada como la editora durante mucho tiempo. Arndes tenían desde que había regresado en 1490 a partir de Schleswig, en la esquina de  Calle Rey / Fleischhauerstraße un taller. Fue una de las cinco impresoras existentes en Lübeck que hicieron de la ciudad el centro de la impresión de libros y la distribución de libros en la región del Báltico. Su impresión de la Biblia es sin duda el punto culminante de las Artes Lübeck en el período moderno temprano es. Arndes utilizados para escritos en la Biblia de Lübeck para los encabezados de un tipo gótico (alrededor de 22 puntos ) y para el texto a Schwabacher Tipo (alrededor de 12 puntos), que se deriva del Alto Rin Cursiva. Las joyas iniciales ornamentales en la tradición de la ornamentación gótica tardía distinguen las secciones individuales de texto entre sí. La impresión no tiene un conteo de hojas impresas, como guía, los encabezados en Textura gótico, dan el nombre del libro bíblico correspondiente. De acuerdo con el  colofón fue la presión en el día de la Santa Isabel de Hungría 19 de noviembre de 1494 completado.